# Benjamin Daydon Jackson
Benjamin Daydon Jackson (Londres, 3 de abril de 1846 - Londres, 12 de outubro de 1927) foi um botânico inglês.

## Biografia
Foi membro da Sociedade Linneana de Londres, como secretario de 1880 a 1902 e secretário-geral de 1902 a 1926. 
Foi curador das coleções de Carl von Linné (1707-1778) a partir de 1926.
Seu principal interesse foi no estudo das espermatófitas
Supervisionou a edição de "Pryor’s Flora of Herts" (1887), a edição de "Illustrations of Cyperaceae" (1909) e, com  Charles Baron Clarke (1832-1906), a edição de New Genera and Species of Cyperaceae (1908).

## Obras
Entre numerosas publicações de sua autoria, destacam-se:
- Life of John Gerard (1877).
- Life of Dr. William Turner (1878).
- Guide to the literature of botany, 1881
- Vegetable technology, 1882
- A glossary of botanic terms with theier derivation and accent, 1900, reeditado várias vezes.
- Index Kewensis (1893-1895) e, com  Théophile Alexis Durand (1855-1912), um suplemento  (1901-1906).
- Darwiniana (1910).
- Index to the Linnean Herbarium (1912).
- Catalogue of Linneean Speciemsn of Zoology (1913).
- Notes on a Catalogue of the Linnean Herbarium (1922).
- Linnaeus : the Story of his Life (1923).